# Supercopa de los Países Bajos 2003
La Supercopa de los Países Bajos 2003 (Johan Cruijff Schaal 2003 en neerlandés) fue la 14.ª edición de la Supercopa de los Países Bajos. El partido se jugó el 10 de agosto de 2003 en el Amsterdam Arena entre el PSV Eindhoven, campeón de la Eredivisie 2002-03 y el FC Utrecht, campeón de la KNVB Beker 2002-03. PSV ganó por 3-1 en el Amsterdam Arena frente a 30.000 espectadores.
| PSV Eindhoven |  | Bandera de los Países Bajos |  | Campeón de la Eredivisie 2002-03               |
| FC Utrecht    |  | Bandera de los Países Bajos |  | Campeón de la Copa de los Países Bajos 2002-03 |

## Partido
| 10 de agosto de 2003, 18:00 | PSV Eindhoven                            | 3:1 (1:1) | FC Utrecht      | Amsterdam Arena, Ámsterdam                                |                                                           |
|                             | Robben 14' · van Bommel 47' · Kežman 88' | Reporte   | 21' van de Haar | Asistencia: 30.000 espectadores Árbitro(s): Ben Haverkort | Asistencia: 30.000 espectadores Árbitro(s): Ben Haverkort |

|                                  |
| Campeón PSV Eindhoven 7.º título |